# ملحسو
ملحسو كانت لهجة آرامية تحكى أصلا في مدينة آمد جنوب غرب تركيا. توفي آخر المتحدثين بها سنة 1999 في القامشلي بسوريا ما جعلها لغة منقرضة.